# Max Riebl
Répertoire
Chant liturgique :
Jean-Sébastien Bach (Agnus Dei de la Messe en si mineur)
Musique baroque :
— George Frideric Handel (Ombra mai fu, Con mauro mormorio, O Lord, whose mercies numberless)
— Henry Purcell (The Cold Song, O Solitude, The Am'rous Flute)
Opéra :
— George Frideric Handel (air Fammi combattere extrait d'Orlando)
— Antonio Vivaldi (Farnace, L'Olimpiade)
Pop/Rock :
— Radiohead (Nude, Karma Police)
— Kate Bush (Running Up That Hill)
— Julee Cruise (Falling)
— The Smiths (I Won't Share You)
Chanson de film :
— Over the Rainbow (Le Magicien d'Oz)
— Love Letters (Le Poids d'un mensonge)
— Young and Beautiful (interprétée par Elvis Presley dans Le Rock du bagne)
Max Riebl, nom de scène de Maximilian Oliver Riebl, né le 26 juin 1991 à Melbourne (Australie) et mort le 30 avril 2022 à New York, est un contreténor australien.

## Biographie
Max Riebl fait ses débuts à 13 ans en chantant et jouant de la trompette dans Two Shoes (en), deuxième album du groupe The Cat Empire enregistré en 2004 et sorti en 2005.
Max Riebl, contreténor polyvalent, interprète aussi bien des œuvres du  répertoire classique que des chansons pop et rock. C'est ainsi qu'il peut chanter des compositions notoires et incontournables pour contreténor comme l'air du « Génie du Froid » (The Cold Song, extrait du semi-opéra King Arthur d'Henry Purcell) ou la partition d'Apollon dans l'opéra Gli amori d'Apollo e di Dafne (en) de Francesco Cavalli (son interprétation est acclamée par la critique) que des reprises de chansons, entre autres, de Kate Bush (Running Up That Hill), d'Elvis Presley (Young and Beautiful (Elvis Presley song) (en)), de Radiohead (Nude), et également sa version d'Over the Rainbow du film Le Magicien d'Oz de Victor Fleming.
Il a été l'élève de la Melbourne Grammar School (en) avant d'aller en Autriche pour suivre les cours du collège Gymnasium Wasagasse (en), chantant dans le chœur de la chapelle du palais Hofburg et au Clemencic Consort. En Autriche et en Suisse, il a travaillé avec Gerd Türk, Jörg-Andreas Bötticher (en), Andrea Marcon et a étudié la musique baroque à la Schola Cantorum de Bâle avant de retourner en Australie.
Parmi les faits saillants de sa carrière, citons ses représentations à la Konzerthaus de Vienne, au Musikverein de Vienne, au Royal Albert Hall de Londres, mais aussi à la Chapel Summer Session 2019 des concerts de l'emblématique Chapel off Chapel de Melbourne-Prahran.
À Sydney, il a notamment joué en 2019 avec le Pinchgut Opera (en) (rôle de « Gilade ») dans l'opéra Farnace d'Antonio Vivaldi, et avec l’Australian Orchestra.
En 2022, alors qu'il est hospitalisé à domicile à Brooklyn, deux jours avant sa mort, il se remémore les étapes de sa vie : 

« Des centaines de représentations personnelles à travers le monde. Orchestres, opéras, ensembles de la Renaissance, vêpres, cabaret et théâtre. Des lieux spectaculaires. Des milliers d'heures de pratique, d'interviews radiophoniques, de séances photo, de musiciens extraordinaires. Des centaines d'heures de voyage, d'innombrables morceaux appris et chantés. Des dizaines de compétitions. Tonnerre d'applaudissements. Silence et contemplation. Sessions d'enregistrement. Nuits blanches. Chambres d'hôtel. Solitude. Rire. Après les fêtes. Tension. Liberté. Bach, Monteverdi, Vivaldi et tout ce qui est contemporain. Aéroports. Sacrifice. Des décors, des costumes, des costumes usés et tachés de sueur. Difficile à quantifier. Difficile à comprendre. Une série intense, insupportable et envoûtante d'expériences et de souvenirs. Quelques-unes des personnes les plus grandes et les plus honorables que j'ai connues. […] Pour ceux qui ne le savent pas, on m'a diagnostiqué un cancer incurable. Le combat a été brutal et implacable et les symptômes actuels rendent les concerts et les tournées impossibles pour le moment. Rien n’est gravé dans le marbre, des miracles se produisent, mais pour l'instant, merci pour votre soutien, votre gentillesse et votre appréciation. Que la musique continue et que les musiciens d'Australie continuent dans leurs courageuses poursuites, contre vents et marées. Avec amour. Max, »

## Distinctions
Il est lauréat et finaliste de nombreux concours musicaux internationaux tels que l'Australian Singing Competition IFAC 2015 (en)  (lauréat), le Chicago Classical Singer Competition (3e place), le London Handel Festival (en) (finaliste).

## Vie privée
Le père de Max est Luis Riebl, un médecin d'origine autrichienne qui a émigré en Australie où il a épousé Sue, d'ascendance écossaise et australienne.
Max Rielb a un frère, Félix (son ainé de 10 ans), auteur-compositeur-interprète, et deux sœurs, Rose, son ainée de 2 ans, pianiste et compositrice, et Sessie,.
Marié avec Bethany Riebl, ils ont deux enfants : une fille, Ivy, et un garçon, William.
Il pratique la force athlétique ou dynamophilie dès 16 ans avant de découvrir l'art du Ju-jitsu,. En 2011 et 2012, il a remporté une série de premiers prix à divers championnats de dynamophilie d'Australie.
Max Riebl meurt le 30 avril 2022 à l'âge de 30 ans des suites d'un cancer incurable, une tumeur cérébrale appelée gliome protubérantiel infiltrant.
Ses funérailles ont eu lieu le 5 mai 2022 à l'Holy Trinity Anglican Church de Williamstown-Melbourne ; elles étaient accompagnées par l'Australian Brandenburg Orchestra et le chœur de la chapelle de la Melbourne Grammar School (en).

## Cinéma
2015 : Remembering the Man, film australien de Nickolas Bird et Eleanor Sharpe (couleur, 83 min). Max Riebl chante dans la BO, il est crédité « Maximilian Riebl, contreténor »